# Ponte do Reguengo
Ponte do Reguengo é uma aldeia portuguesa a situada na freguesia de Vale da Pedra, Município do Cartaxo. É atravessada pela Vala Real.

## Descrição
Este lugar é privilegiado pela Vala Real que o atravessa. Em tempos longínquos, a Vala Real teve os seus momentos de glória em virtude da pesca e dos carregamentos de arroz. O seu topónimo está relacionado com a existência de uma ponte antiga sobre a Vala Real (Ponte) e, por aquelas terras, em tempos antigos, serem propriedade do Rei (Reguengo).
A Vala Real, em tempos de cheias, submerge parte desta povoação nos invernos mais rigorosos, no denominado Bairro dos Pescadores. Os habitantes que vão persistindo no bairro, vão salvando as típicas casas dos pescadores e os seus bens de cada intempérie, muito embora os mais jovens tenham procurado diferentes formas de vida do que as perseguidas pelos seus antepassados, dedicadas essencialmente à pesca.
Das atividades que antes faziam parte do dia-a-dia dos habitantes desta povoação, a pesca é quase rara, embora alguns pescadores vão tentando a sua sorte como faziam antigamente, já não para sobreviver, mas para manter a tradição. Quanto aos carregamentos de arroz, longe vão os tempos em que os campos da margem esquerda da Vala Real eram densamente cultivados de arroz. Perpetuando esta atividade, a antiga Fábrica de Descascamento de Arroz ainda se encontra de pé, junto ao apeadeiro, recordando os velhos tempos em que trabalhadores labutavam muito devido à grande afluência de arroz ainda por descascar. Construída na década de 1960, atualmente a velha fábrica está desativada e em ruínas, após ter aberto falência no final do século XX.
Do outro lado, a parte da Ponte do Reguengo situada a poente da linha ferroviária tem-se desenvolvido muito, devido ao crescimento populacional registado e das urbanizações lá construídas no início deste século. O comércio situa-se apenas deste lado da povoação. Conta com um restaurante take-away, um café, um cabeleireiro e uma barbearia.
A antiga estação do Reguengo deu lugar a um moderno apeadeiro. Com acessibilidade para todos - rampas de acesso, elevadores e passagem superior, efetuam paragem os comboios regionais que fazem a ligação entre Tomar e Lisboa, de hora a hora, e os comboios interregionais, que fazem a mesma ligação, uma vez por dia em cada sentido. No mesmo plano, o apeadeiro possui um parque de estacionamento, em ambos os lados, e uma ponte rodoviária superior, acabando com a antiga passagem de nível com guarda.